# Quirriang-an-wun
Der Quirriang-an-wun ist ein Wurfholz und eine Keule aus Australien.

## Beschreibung
Der Qirriang-an-wun besteht aus Hartholz. Es hat Ähnlichkeit mit einem üblichen, australischen Bumerang. Der Unterschied ist die Gestaltung der Enden. Das eine Ende ist dünn und schmal gearbeitet und dient als Griffstück. Das entgegengesetzte Ende ist in der Längsachse verdreht, ebenfalls dünn gearbeitet und verbreitert. Die Ränder sind scharf zugeschliffen. Der Mittelteil ist leicht gebogen. Der Quirriang-an-wun wird von den Aborigines am River Murray der Provinz Victoria in Australien als Wurfholz, ähnlich einem Bumerang, sowie auch als Keule benutzt.